# Cyperns fodboldforbund
Kypriake Omospondia Podosfairou (græsk: Κυπριακή Ομοσπονδία Ποδοσφαίρου) er Cyperns nationale fodboldforbund og dermed det øverste ledelsesorgan for fodbold på øen. Det administrerer 1. divisionen, den nationale cupturnering og supercuppen samt det cypriotiske landshold.
Forbundet blev grundlagt i 1934. Det blev medlem af FIFA i 1948 og af UEFA i 1962. I 2007 blev dets nye hovedkvarter i Nicosia åbnet ved en ceremoni, der blev overværet af UEFA's præsident Michel Platini.

## Reference
1. ↑  "Platini opens new CFA headquarters – Cyprus Mail, 9. juni 2007". Arkiveret fra originalen 21. maj 2007. Hentet 21. maj 2007.

| Fodbold | Spire Denne artikel om en fodboldorganisation er en spire som bør udbygges. Du er velkommen til at hjælpe Wikipedia ved at udvide den. |